# Luisa Ortega Díaz
Luisa Marvelia Ortega Díaz (Valle de la Pascua, estado Guárico,  11 de enero de 1958) es una abogada venezolana. Fue fiscal general del Ministerio Público (MP) de Venezuela, cargo que ejerció por designación de la Asamblea Nacional (AN), el 13 de diciembre de 2007, por un período de 7 años (2008-2014). Fue ratificada por el parlamento, el 22 de diciembre de 2014, por el período 2014-2021.
Ortega Díaz aceptó este segundo nombramiento por la mayoría chavista de la Asamblea Nacional, aunque no contó con el voto de las dos terceras (2/3) partes del parlamento, tal como lo que requiere la constitución venezolana.
El 5 de agosto de 2017 fue destituida por el Tribunal Supremo de Justicia (TSJ) y la Asamblea Nacional Constituyente (ANC) promovida por Nicolás Maduro. Este hecho fue rechazado por la Asamblea Nacional de Venezuela (AN), de mayoría opositora, que argumentó que solo esa institución tenía la potestad para destituirla del cargo, según la constitución del país. Luisa Ortega Díaz fue considerada como fiscal general de Venezuela en el exilio, hasta que el 31 de diciembre de 2021 anunció que cesaba sus funciones.

## Formación académica
Ortega estudió derecho en la Universidad de Carabobo, donde obtuvo el título de abogada. Se especializó en Derecho Penal (Universidad Santa María), donde ejerció como profesora, y en Derecho Procesal en la Universidad Católica Andrés Bello.

## Consultora jurídica de VTV
También se desempeñó como consultora jurídica del canal de televisión del Estado Venezolana de Televisión.

## Fiscal sexta
Ingresó al Ministerio Público en abril de 2002. En el cargo de Fiscal Sexta del Ministerio Público presentó la acusación en contra de los comisarios Iván Simonovis, Henry Vivas y Lázaro Forero por los Sucesos de Puente Llaguno. También pidió prisión preventiva para el presidente de Fedecámaras Carlos Fernández Pérez en 2003.

## Fiscal general

### Juicio a Leopoldo López
Estuvo al frente del Ministerio Público durante el juicio del líder opositor Leopoldo López. La Organización de las Naciones Unidas, la Unión Europea, Amnistía Internacional, Human Rights Watch y diversas organizaciones internacionales de derechos humanos han condenado este arresto por haber sido motivado políticamente, ya que estuvo marcado por graves violaciones del debido proceso y no se aportaron pruebas que vinculen al acusado con ningún delito.
El 4 de abril de 2014, informó que el coordinador nacional del partido Voluntad Popular, Leopoldo López fue acusado por los delitos de «instigación pública, daños a la propiedad en grado de determinador, incendio en grado de determinador y asociación para delinquir». Posteriormente declaró haber sido presionada por Diosdado Cabello para imputar a López. Durante una entrevista el 29 de abril frente al periodista Ismael Cala de CNN expresó  que "en Venezuela no existían presos políticos" después de las manifestaciones del 2014 y que se estaban investigando 145 presuntas violaciones de los derechos humanos.

### Masacre de Cantaura
Ortega Díaz imputó el ex director general de la DISIP, Remberto Uzcátegui, el exdirector de Inteligencia de ese organismo, José Domínguez Yépez y el excomandante del Batallón de Cazadores del Ejército, Ismael Antonio Guzmán por la masacre de Cantaura, un ajusticiamiento de grupos insurgentes por parte del Estado venezolano el 4 de octubre de 1982 ocurrido en las cercanías de la ciudad de Cantaura en el Estado Anzoátegui. 

### Solicitud de extradición de CAP
La solicitud de extradición y enjuiciamiento del expresidente Carlos Andrés Pérez, por la represión de las protestas y disturbios durante su gobierno, desarrollado entre los días 27 y 28 de febrero de 1989, conocido como "El Caracazo", cuando fuerzas de seguridad de la Policía Metropolitana (PM) y Fuerzas Armadas del Ejército y de la Guardia Nacional (GN) salieron a las calles a controlar la situación, siguiendo las órdenes del entonces presidente.

### Comisión por la Justicia y la Verdad
El 27 de febrero de 2013 se juramentó como presidenta de la Comisión por la Justicia y la Verdad para contribuir a las investigaciones de todos los crímenes de lesa humanidad y violaciones de los Derechos Humanos perpetrados por el Estado venezolano durante el lapso 1958-1998 de conformidad con la Ley para Sancionar los Crímenes, Desapariciones, Torturas y otras Violaciones de los Derechos Humanos por razones políticas cometidas por los gobiernos que dirigieron al país durante dicho periodo. Finalmente, el 24 de marzo de 2017 declaró en la presentación del informe final realizado por la Comisión por la Justicia y la Verdad que en dicha investigación se reportaban violaciones a los derechos humanos entre 1958 y 1998 y habría responsabilidades para los autores.

### Otras investigaciones y actividades
A principios de la década de 2010 encabezó la creación de la Escuela Nacional de Fiscales, institución docente adscrita al Ministerio Público,[cita requerida] y la de fiscalías especializadas en áreas de sensibilidad social, como la violencia contra la mujer, protección a niños, niñas y adolescentes, ambiente laboral, así como fiscalías orientadas a la investigación de delitos graves contra las personas (homicidios) o delincuencia organizada (robo de vehículos, extorsión y secuestro).
En 2013 anunció la investigación de las declaraciones de Mario Silva sobre corrupción en el gobierno.
Llevó adelante en 2015 la investigación, procesamiento y detención de dueños y directores de una serie de pequeños bancos no simpatizantes del gobierno incursos en irregularidades en la administración de su patrimonio.

### Oposición al nombramiento de magistrados del TSJ
El proceso del nombramiento de 13 magistrados principales y suplentes iniciado el día 8 de diciembre de 2015 no fue avalado por la Fiscal. En 2017 Ortega niega haber firmado la resolución del nombramiento de los nuevos magistrados el 23 de diciembre de 2015 por estar viciado el proceso.
 “Yo no participé en ese proceso, yo advertí que ese proceso estaba mal hecho”, afirmó al explicar porque se negó a firmar el acta de designación de estos magistrados y cómo esto “vicia” el proceso en sí. 

### Oposición a las sentencias 155 y 156 del TSJ
El 31 de marzo de 2017, declaró que las sentencias 155 y 156 del TSJ, son una ruptura del orden constitucional.  El 1° de mayo del 2017 el presidente anunció mediante el decreto 2830 la convocatoria a una ANC con la que la Fiscal no estuvo de acuerdo. Luego de que el TSJ se pronunciara mediante sentencia 347 dictando que el Ejecutivo podía convocar una ANC porque él actuaba en nombre de la soberanía del pueblo, la Fiscal interpuso ante el TSJ distintos recursos para la anulación de la ANC, pues a su juicio dicho proceso violaba los Artículos 5, 63, 347 y 348 de la Constitución.
Luego de la negativa del TSJ a los recursos de la Fiscal, esta pidió anular el nombramiento de 13 magistrados y 21 suplentes designados el 23 de diciembre de 2015 por la AN con mayoría oficialista, pues tal nombramiento estuvo viciado por no haberse realizado según el procedimiento establecido en la LOTSJ, al mismo tiempo que pide a los magistrados impuganos inhibirse de la causa según lo establecido en los artículos 55, 56 y 57 eiusdem. 
El 24 de mayo de 2017, declaró en una rueda de prensa que el estudiante Juan Pablo Pernalete fue muerto por una bomba lacrimógena disparada por la Guardia Nacional Bolivariana (GNB), desmontando así la versión que ofrecieron Néstor Reverol, Ministro de Interior, Justicia y Paz, a Ernesto Villegas, para el momento ministro para la Comunicación e Información y demás personeros del gobierno de Nicolás Maduro, quienes sostenían que Pernalete había sido asesinado con una pistola de perno cautiva. Posteriormente el primero de mayo de 2021 el Fiscal de la Nación Tarek William Saab admitió que Juan Pablo Pernalete fue asesinado por el golpe del impacto de una bomba lacrimógena durante las protestas en Venezuela de 2017.
 «La presencia de residuos en la franela y los análisis pertinentes han demostrado que fue por impacto de bomba lacrimógena, sabemos de qué grupo salió la bomba, pero no la persona, fue disparado por la GNB, el disparar estos objeto a  la persona está prohibido, exhorto a las autoridades de mando de las fuerzas del orden público a hacer seguimiento a los funcionarios que están encargados del orden público» Fiscal Luisa Ortega Díaz 
El 1 de junio de 2017 introduce un recurso en el TSJ, en el cual solicita a la Sala Constitucional aclarar el significado de la progresividad de los derechos humanos, los cuales no pueden ser desmejorados, esto en relación con la sentencia 378 de dicha Sala, en donde decide que Nicolás Maduro podía convocar una Asamblea Nacional Constituyente sin referendo consultivo previo, violando así la Constitución de la República Bolivariana de Venezuela.  El 8 de junio de 2017 Ortega fiscal general, introduce recurso donde declara la nulidad de las decisiones del Consejo Nacional Electoral (CNE) sobre las bases para realizar las elecciones de la Asamblea Constituyente ante la ante la Sala Electoral del Tribunal Supremo de Justicia de Venezuela (TSJ). El 12 de junio de 2017 impugnó el nombramiento de los 33 magistrados designados ilegalmente por la Asamblea Nacional en 2015, solicitando además la inhibición de estos magistrados de conformidad con lo establecido en la Ley Orgánica del Tribunal Supremo de Justicia (LOTSJ). La petición fue rechazada por el TSJ sin dar explicaciones de su decisión. El 1° de mayo del 2017 el presidente anunció mediante el decreto 2830 la convocatoria a una ANC con la que la Fiscal no estuvo de acuerdo. Luego de que el TSJ se pronunciara mediante sentencia 347 dictando que el Ejecutivo podía convocar una ANC porque él actuaba en nombre de la soberanía del pueblo, la Fiscal interpuso ante el TSJ distintos recursos para la anulación de la ANC, pues a su juicio dicho proceso violaba los Artículos 5, 63, 347 y 348 de la Constitución. Luego de la negativa del TSJ a los recursos de la Fiscal, esta pidió anular el nombramiento de 13 magistrados y 21 suplentes designados el 23 de diciembre de 2015 por la AN con mayoría oficialista, pues tal nombramiento estuvo viciado por no haberse realizado según el procedimiento establecido en la LOTSJ, al mismo tiempo que pide a los magistrados impuganos inhibirse de la causa según lo establecido en los artículos 55, 56 y 57 eiusdem.     El TSJ nuevamente denegó la petición de la Fiscal sin dar explicaciones de fondo de su decisión.
El 28 de junio de 2017 la Fiscal General pide desconocer las sentencias del TSJ que otorga funciones a la Defensoría del Pueblo que son competencia del MinisterioPúblico. Tarek William Saab solicita aclarar una interpretación sobre los artículos 49, 280, 281 y 285 de la Constitución de la República Bolivariana de Venezuela, y los artículos 2, 4, 15, 66 y 67 de la Ley Orgánica de la Defensoría del Pueblo; artículos 1, 10, 11, 12, 13 y 124 del Código Orgánico Procesal Penal. La Fiscal solicita al TSJ antejuicio de mérito contra los magistrados que suscribieron las sentencias 155 y 156, por conspirar para alterar la forma republicana de la Nación (artículo 132 Código Penal), demanda que de nuevo es negada por el TSJ sin dar explicaciones de su decisión.

### Destitución
El día 4 de agosto TSJ en Sala Plena, usurpando la autoridad de la Asamblea Nacional declara con lugar la solicitud de antejuicio de mérito interpuesto por el diputado Pedro Carreño para su enjuiciamiento por delitos de falta grave en el ejercicio de su cargo, decidió suspender del cargo a la fiscal general Luisa Ortega Díaz y comenzar su enjuiciamiento, además de congelar sus bienes, prohibirle salir del país e inhabilitarla para ejercer cargos públicos al haberse opuesto públicamente a las elecciones de una Asamblea Constituyente. El 5 de agosto mediante decreto constituyente la fiscal es removida del cargo, la ANC que comenzaba a funcionar, por propuesta de Diosdado Cabello y con decisión unánime de sus 545 integrantes, destituyó a la fiscal general de su cargo. Ortega Díaz desconoció la sentencia del Tribunal y la decisión de la ANC por considerarlos ilegales.
Luis Almagro, secretario general de la Organización de Estados Americanos (OEA), mandatarios americanos y europeos, así como fiscales de varios países manifestaron su rechazo y desconocimiento a la destitución de Luisa Ortega Díaz.
El 19 de agosto la fiscal general denuncia a Nicolás Maduro a través de un audio difundido por la fiscalía mexicana de Puebla en el caso Odebrecht sobre sobornos, unos 98 millones de dólares habrían recibido entre el 2005 y el 2015, esta denuncia la empuja a huir del país saliendo por la península de Paraguaná en un yate hacia Aruba y luego a Colombia. La Fiscal y otros 64 fiscales venezolanos estaban prohibidos de salir del país.
 "¿Tú sabes qué quieren con esto? (…) quieren también [esconder] la corrupción que hay en Venezuela, esconder las pruebas de la violación de los derechos humanos que se ha dado en este país", indicó la fiscal, Luisa Ortega Díaz.
Su sucesor, el fiscal general Tarek William Saab, declaró en un informe a la Asamblea Nacional respecto a la gestión de Ortega Díaz: «Recibí una especie de cartel trasnacional del delito, del crimen organizado, totalmente estructurado para delinquir».

## Vida posterior
Ortega Díaz denunció en 2018 que en el país «hay un genocidio, un plan deliberado por parte de Maduro, el heredero de Chávez, de exterminar la población y aquellos que no se sometan, no se subordinen; los persiguen, los aniquilan o los obligan a abandonar el país».

### Asilo político en España
En octubre de 2021 Ortega solicitó su asilo político en Madrid.

### Denuncias desde el exilio
Desde Bogotá durante una entrevista el 24 de agosto de 2017, Ortega dio a conocer por primera vez a Alex Saab de ser el testaferro de Nicolás Maduro y de disponer de muchas pruebas, acusó a Maduro de obstruir las investigaciones sobre terrorismo, corrupción y narcotráfico.
Durante una rueda de prensa en Costa Rica, Ortega acusó a Nicolás Maduro de presuntamente sustraer del fisco nacional entre 8 y 10 millones de dólares usando una empresa de comunicaciones que opera en el país. En el mismo contexto también acusó a Diosdado Cabello, “Esta millonaria operación de corrupción también involucra a Elías Jaua (ministro de Educación), Jorge Rodríguez Gómez (alcalde de Caracas), Jesse Chacón y Maximilian Sánchez Arbeláez”, añadió. Esta acusación daría inicio al tribunal de justicia en el exilio para hacerle un juicio por el caso de Odebrecht en febrero de 2018 que terminaría con una sentencia en agosto de 2018.

## Causas penales
En 2014 Delsa Solórzano, diputada al Parlatino, anunció que demandaría a Ortega Díaz por no haber investigado las pérdidas millonarias por el uso de dólares preferenciales del sistema CADIVI.
A raíz de las sentencias 155 y 156 del TSJ en donde este le quitaba todas sus facultades constitucionales al Parlamento venezolano controlado por la oposición y se las arrogaba a sí mismo y al presidente de la República, el 31 de marzo de 2017 la Fiscal denunció en rueda de prensa que hubo «ruptura del orden constitucional». Ese mismo día el presidente convocó a un Consejo de Defensa de la Nación para exhortar al TSJ reconsiderar las sentencias. Al día siguiente el máximo tribunal suprimió de las sentencias las medidas cautelares que anulaban a la AN.
Posteriormente Pedro Carreño, diputado oficialista por el Gran Polo Patriótico (GPP) solicitó al TSJ antejuicio de mérito contra la Fiscal por la comisión de supuestos delitos graves, a saber: «atentar, lesionar, o amenazar la ética pública y la moral administrativa»; «actuar con grave e inexcusable ignorancia de la Constitución»; y de «violar, amenazar o menoscabar los principios fundamentales establecidos en la Constitución». El oficialista Carreño también solicitó al TSJ la prohibición de salida del país de la Fiscal y congelamiento de sus bienes. El TSJ accede a las peticiones del diputado oficialista y programó para el 4 de julio del 2017 la primera audiencia del antejuicio de mérito, además de que concede las medidas cautelares solicitadas de prohibir la salida del país de la Fiscal y congelar sus bienes.